# Goda Gizella
Goda Gizella (férjezett nevén dr. Köllő Zoltánné) (Oroszka, 1896. június 19. – Budapest, 1961. április 11.) operaénekesnő (koloratúrszoprán).

## Élete
Szülei Goda Antal és Mayer Janka voltak. A Zeneakadémia elvégzése után, az 1919-20-as évadban szerződtette az Operaház, ahol Philine (Thomas: Mignon) szerepében debütált 1919. szeptember 24-én. Tíz évig volt a társulat sokat szereplő lírai koloratúrszopránja. 1929-ben kötött házasságot dr. Köllő Zoltán orvossal. Megvált a társulattól és élete következő szakaszában csak mint hangverseny-énekesnő lépett nyilvánosság elé, az Operában 1934-ben szerepelt még egyetlen alkalommal.

## Szerepei
- Georges Bizet: Carmen – Micaëla
- Léo Delibes: Lakmé – címszerep
- Erkel Ferenc: Hunyadi László – Gara Mária
- Erkel Ferenc: Bánk bán – Melinda
- Goldmark Károly: Sába királynője – Asztarót
- Jacques Fromental Halévy: A zsidónő – Eudoxia hercegnő
- Máder Rezső: A bűvös bábu – A hercegnő, akit hallanak
- Wolfgang Amadeus Mozart: Szöktetés a szerájból – Konstanza
- Wolfgang Amadeus Mozart: Don Juan – Donna Elvira
- Wolfgang Amadeus Mozart: A varázsfuvola – Az Éj királynője
- Jacques Offenbach: Hoffmann meséi – Olympia; Antonia
- Poldini Ede: Farsangi lakodalom – Első kisasszony
- Ambroise Thomas: Mignon – Philine
- Giuseppe Verdi: Rigoletto – Gilda
- Giuseppe Verdi: La Traviata – Violetta Valéry
- Richard Wagner: Tannhäuser... – Pásztorfiú
- Richard Wagner: A Nibelung gyűrűje – Gerhilde; Woglinde; Az erdei madár hangja
- Richard Wagner: Parsifal – 1. viráglány
- Riccardo Zandonai: Francesca da Rimini – Garsenda